# زابولوتيا (فولينسكا)
زابولوتيا (Заболоття) هي مدينة في مقاطعة فولينسكا في أوكرانيا.
يبلغ عدد سكانها حوالي 4180   نسمة.